# Vyron Papadopoulos
Vyron Papadopoulos (griechisch Βύρων Παπαδόπουλος, * 22. Februar 1986 in Thessaloniki) ist ein griechischer Handballspieler, der zumeist auf Linksaußen eingesetzt wird.
Der 1,78 m große und 75 kg schwere Rechtshänder begann seine Profikarriere bei PAOK Thessaloniki, mit dem er im EHF-Europapokal der Pokalsieger 2006/07 die 2. Runde erreichte. 2009 wurde er griechischer Meister. Daraufhin wechselte er zum Verein A.O. Dimou Thermaikou, mit dem er im EHF Challenge Cup 2009/10 im Achtelfinale ausschied. Anschließend wechselte er zu E.S.N. Vrilissia, mit dem er erneut im Challenge Cup antrat sowie den griechischen Pokal gewann. Ab Oktober 2011 lief er für den deutschen Zweitligisten HC Empor Rostock auf. Dort wurde er in der Saison 2016/17 mit 258 Toren Torschützenkönig. Ab der Saison 2017/18 stand er beim ASV Hamm-Westfalen unter Vertrag. Nach neun Jahren in Deutschland kehrte er im Sommer 2020 nach Griechenland zurück und schloss sich Olympiakos Piräus an.
Vyron Papadopoulos bestritt bis Januar 2017 für die Griechische Nationalmannschaft mindestens 46 Länderspiele, in denen er 200 Tore erzielte.